# Konstruktor
En konstruktor är i objektorienterad programmering en speciell del av programkoden som alltid körs när man skapar ett objekt.